# Котьоночкін В'ячеслав Михайлович
В'ячеслав Михайлович Котьоночкін (нар. 20 червня 1927, Москва — пом. 20 листопада 2000, там же) — радянський режисер-мультиплікатор, художник і художник-мультиплікатор. Постановник мультфільмів «Кошеня з вулиці Лизюкова», «Попався, який кусався!», «Баня», «Жаба-мандрівниця», «Дивна птиця», «Ну, постривай!», «Стара платівка». Народний артист РРФСР (1987). Лауреат Державної премії СРСР (1988).

## Біографія
Народився 20 червня 1927 року в Москві. Був хрещений відразу після народження. У роки німецько-радянської війни (з 1942 року) навчався в артилерійській спецшколі. Був направлений до протитанкового артилерійського училища в Пензі, яке закінчив у 1945 році.
Захоплення малюванням — і, за його власним визнанням, «легковажне прізвище» — привели Котьоночкіна на студію «Союзмультфільм». У 1947 році закінчив курси мультиплікаторів при кіностудії «Союзмультфільм» і почав працювати на студії спочатку художником-мультиплікатором, а потім художником-постановником. З 1962 року — режисер.
Брав участь у створенні понад 80 картин. Захоплювався ритмічними, «швидкими» епізодами. Як режисер часто знімав сюжети для кіножурналу «Фітіль», робив мультиплікаційні вставки для художніх фільмів «Подорож у квітень» і «Все для вас».
Велику популярність у глядачів здобув мультфільм «Жаба-мандрівниця» (1965), проте слава прийшла до Котьоночкіна після створення мультфільму «Ну, постривай!» (1969). Пригоди Вовка і Зайця користувалися величезною любов'ю глядачів, і за численними проханнями і дорослих, і дітей творці серіалу не раз знімали нові серії.
У 1988 році В'ячеслав Котьоночкін був удостоєний Державної премії СРСР. У 1999 році вийшла його книга спогадів «Ну, Котьоночкін, постривай!».
Помер на 74-му році життя 20 листопада 2000 року в Москві, де й народився. Похований у родинній могилі на Ваганьковському кладовищі (ділянка № 23).

## Родина
Батько - Михайло Михайлович Котьоночкін-молодший (1900-1941), бухгалтер, корінний москвич, помер від туберкульозу незадовго до Великої Вітчизняної війни.  
Мати - Євгенія Андріївна Котьоночкіна, до шлюбу Ширшова (1906-1962), домогосподарка, родом із міста Кімри (нині Тверська область Російської Федерації). 
Дід по батьковій лінії - Михайло Михайлович Котьоночкін-старший (1859-1911). Далекий предок, за його спогадами, носив прізвище Кошкін, володів рестораном та кондитерською фабрикою в Москві й подарував життя двом близнюкам, яких пізніше прозвали кошенятами, звідки згодом і пішло рідкісне прізвище Котьоночкін.
Дід по материній лінії - Андрій Іванович Ширшов, із селян Тверської губернії. Був одружений з Марією Василівною Комісаровою, із заможної родини з родовим маєтком у Кімрах, яке довелося покинути після Жовтневої революції. Її мати, Любов Іванівна Комісарова, займалася вихованням В'ячеслава та його молодшої сестри Лідії.
Сестра - Лідія Котьоночкіна (у шлюбі Копилова) (1932-1980).
- Дружина — Тамара Петрівна Вишнєва, балерина.
- Син — Олексій Котьоночкін (нар. 1958), режисер-мультиплікатор.
  - Дочка — Наталія.
    - Онучка — Катерина Котьоночкіна, співачка.

## Нагороди
- Почесне звання «Заслужений діяч мистецтв РРФСР» (31 грудня 1976 року) — за заслуги в галузі радянського кіномистецтва[3]
- Дитячий міжнародний «Орден Усмішки» (Польська Народна Республіка, 1985 рік)
- Почесне звання «Народний артист РРФСР» (3 серпня 1987 року) — за заслуги в розвитку радянського кіномистецтва[4]
- Державна премія СРСР (1988 рік) — за серіал мультиплікаційних фільмів «Ну, постривай!» виробництва студії «Союзмультфільм» (Премія за твори літератури та мистецтва для дітей)
- Орден Дружби (2 травня 1996 року) — за заслуги перед державою, багаторічну плідну діяльність у галузі культури і мистецтва

## Призи на фестивалях
- 1964 — «Сліди на асфальті» (Срібна медаль IV МКФ у Будапешті, Угорщина, 1967);
- 1971 — «Ну, постривай! (випуск 4)» (Срібний приз на XXVIII МКФ спортивних фільмів в Кортіна-д'ампеццо, Італія, 1972).

## Фільмографія

Експозиція «Режисери кіностудії „Союзмультфільм“. В. М. Котьоночкін». 2014 рік.

Скульптурна композиція Вовка та Зайця «Ну, постривай!»

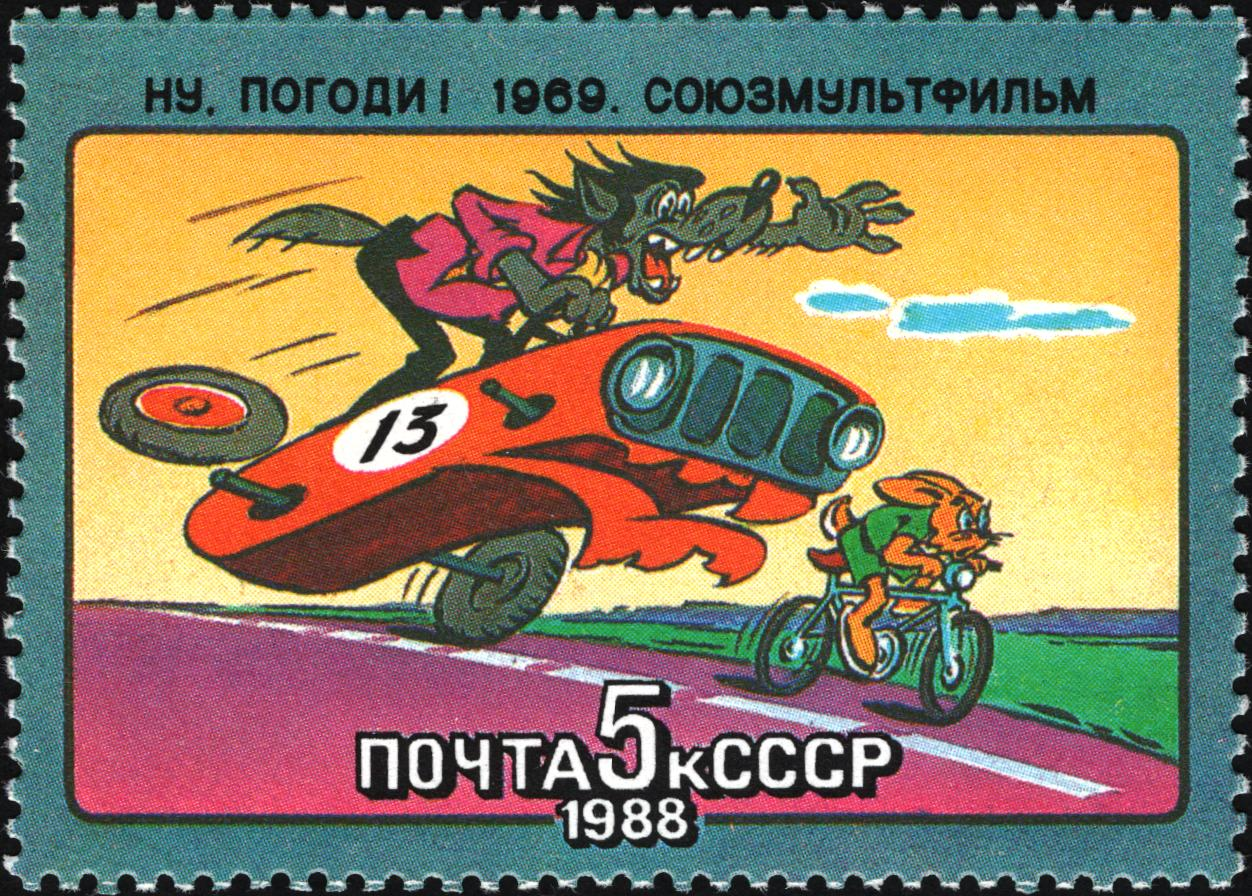
Поштова марка СРСР «Ну, постривай!»

### Художник-мультиплікатор
- " Лев і заєць "(1949)
- «Полкан і шавка» (1949)
- « Чужий голос» (1949)
- «Чарівний скарб» (1950)
- «Дідусь і онук» (1950)
- « Здоровань» (1950)
- «Олень і вовк» (1950)
- « Висока гірка» (1951)
- « Лісові мандрівники» (1951)
- «Пам'ятай і дотримуйся правил пожежної безпеки» (1951)
- « Аленький цветочек» (1952)
- « Каштанка» (1952)
- « Снігуронька» (1952)
- «Брати Лю» (1953)
- «Ворона і лисиця, зозуля і півень» (1953)
- «Золота антилопа» (1954)
- « Козел-музикант» (1954)
- «Небезпечна витівка» (1954)
- «Помаранчеве шийку» (1954)
- «Стріла відлітає в казку» (1954)
- «Незвичайний матч» (1955)
- «Горіховий прутик» (1955)
- « Пес і кіт» (1955)
- «Хоробрий заєць» (1955)
- «Це що за птах?» (1955)
- « Кораблик» (1956)
- «Маленький Шего» (1956)
- «Мільйон в мішку» (1956)
- « Старі знайомі» (1956)
- «Шакальонок і верблюд» (1956)
- « У деякому царстві» (1957)
- « Вовк і семеро козенят» (1957)
- «Знайомі картинки» (1957)
- " Привіт друзям! "(1957)
- « Хоробрий оленя» (1957)
- « Чудесница» (1957)
- «Грибок-теремок» (1958)
- « Котячий будинок» (1958)
- «Лисиця і вовк» (1958)
- « Перша скрипка» (1958)
- « Казка про Мальчиша-Кибальчиша» (1958)
- «Спортландія» (1958)
- «Таємниця далекого острова» (1958)
- «Бурштиновий замок» (1959)
- «Три дроворуба» (1959)
- «Рівно о третій п'ятнадцять...» (1959)
- «Викрадачі фарб» (1959)
- « День народження» (1959)
- «Лиса, бобер і інші» (1960)
- "Непитущий горобець. Казка для дорослих "(1960)
- «Світлячок № 1» (Веселі картинки) (1960)
- «Старий перекотиполе» (1960)
- « Чоловічка намалював я» (1960)
- «Дорога копійка» (1961)
- « Бабка й мураха» (1961)
- « Баня» (1962)
- « Дикі лебеді» (1962)
- « Королева Зубна Щітка» (1962)
- «Папа мама цирк і я...» (1963)
- «Сліди на асфальті» (1964)
- « За годину до побачення» (1965)
- «Іван Іванович захворів» (1966)
- «Пригоди чарівного глобуса, або Витівки відьми» (1991)

### Режисер
- " Подорож у квітень "(1962)
- «Ми такі майстри» (1963)
- «Сліди на асфальті» (1964)
- « Жаба-мандрівниця» (1965)
- « Межа» (1967)
- «Пророки і уроки» (1967)
- «Фальшива нота» (1969)
- "Ну постривай! (Випуск 1) "(1969)
- "Ну постривай! (Випуск 2) "(1970)
- "Ну постривай! (Випуск 3) "(1971)
- "Ну постривай! (Випуск 4) "(1971)
- "Ну постривай! (Випуск 5) "(1972)
- «Пісня про юного барабанщика» (1972)
- "Ну постривай! (Випуск 6) "(1973)
- "Ну постривай! (Випуск 7) "(1973)
- "Ну постривай! (Випуск 8) "(1974)
- «На лісовій стежці» (1975)
- "Ну постривай! (Випуск 9) "(1976)
- "Ну постривай! (Випуск 10) "(1976)
- "Ну постривай! (Випуск 11) "(1977)
- "Ну постривай! (Випуск 12) "(1978)
- «Хто отримає приз?» (1979)
- "Ну постривай! (Випуск 13) "(1980)
- «Він попався!» (1981)
- «Стара платівка» (1982)
- «Попався, який кусався!» (1983)
- "Ну постривай! (Випуск 14) "(1984)
- "Ну постривай! (Випуск 15) "(1985)
- "Ну постривай! (Випуск 16) "(1986)
- «Кошеня з вулиці Лизюкова» (1988)
- "Ну постривай! (Випуск 17) "(1993)
- "Ну постривай! (Випуск 18) "(1993)
- «Попалися все» (1998)
- "Ну постривай! (Випуск 21) "(2012)

### Сценарист
- «На лісовій стежці» (1975)
- «Стара платівка» (1982)

### Художник-постановник
- «Ми такі майстри» (1963)
- «Жаба-мандрівниця» (1965)
- «Дивна пташка» (1969)

### Сюжети з кіножурналу «Фітіль»

#### Режисер
- "Буряк" ("Фітіль № 1 ") (1962)
- «Реваншист» («Фітіль № 3») (1962)
- «Задом наперед» («Фітіль № 41») (1965)
- «Задом наперед» («Фітіль № 43») (1966)
- «Собачий марення» («Фітіль № 54») (1967)
- «А ось і я!» («Фітіль № 58») (1967)
- «ЗаЙкИнА роги» («Фітіль № 61») (1967)
- «Двічі два» («Фітіль № 71») (1968)
- «Чи є життя на Марсі» («Фітіль № 80») (1969)
- «Бігуни і опікуни» («Фітіль № 84») (1969)
- «Безвідповідальний відповідальний» («Фітіль № 100») (1970)
- «Веселі хлопці» («Фітіль № 126») (1972)
- «Музичний експеримент» («Фітіль № 134») (1973)
- «Зубик» («Фітіль № 141») (1974)
- «Сюрприз» («Фітіль № 145») (1974)
- «Дорогий улов» («Фітіль № 165») (1975)
- «Фальшивий мотив» («Фітіль № 175») (1976)
- «Руками не чіпати» («Фітіль № 182») (1977)
- «Дивовижні черевички» («Фітіль № 183») (1977)
- «Заборонений прийом» («Фітіль № 206») (1979)
- «Кам'яний гість» («Фітіль № 209») (1979)
- «Два притупування, три плескання» («Фітіль № 237») (1981)
- «Звичайне диво» («Фітіль № 253») (1983)
- «Бризки шампанського» («Фітіль № 266») (1984)
- «Серед білого дня» («Фітіль № 303») (1987)
- «Середня індивідуальність» («Фітіль № 310») (1988)
- «Нечиста сила» («Фітіль № 315») (1988)
- «Людина нізвідки»(«Фитиль № 323») (1989)

#### Сценарист
- «Сюрприз» («Фитиль № 145») (1974)

Актор
- 1973 — Повернення немає — поромник